# 디프래글러
디프래글러(Defraggler)는 피리폼 소프트웨어(Piriform Software)에서 개발한 프리미엄 (사업 모형) 단편화 제거 유틸리티로, 컴퓨터 메모리 시스템의 개별 파일이나 파일 그룹의 조각 모음을 수행할 수 있다. 디프래글러는 마이크로소프트 윈도우에서 실행된다. 윈도우 XP 이후의 모든 버전을 지원한다. 여기에는 이러한 운영 체제의 IA-32 및 x64 버전에 대한 지원이 포함된다.

## 개요
디프래글러는 사용자 명령이나 일정에 따라 자동으로 개별 파일, 파일 그룹(폴더 내) 또는 전체 디스크 파티션의 조각 모음을 수행할 수 있다. FAT32, NTFS, exFAT를 지원한다. USB 플래시 드라이브에 휴대용 애플리케이션으로 설치할 수도 있다. 자세한 내용은 제공되지 않지만 RAID 디스크 조각 모음도 지원된다.
디프래글러는 소프트피디아에서 별점 5/5점을 받았다. 라이프해커의 최고의 디스크 조각 모음 부문 하이 파이브(High Five)에서는 디프래글러가 1위를 차지했다.

## 같이 보기
- CCleaner
- 리커바